# Jaschine
Jaschine, polnisch Jasienie ist ein Dorf im polnischen Powiat Kluczborski der Woiwodschaft Opole. Es gehört zur zweisprachigen Gemeinde Gross Lassowitz (Lasowice Wielkie).

## Geographie

### Geographische Lage
Jaschine liegt im nordwestlichen Teil Oberschlesiens im Kreuzburger Land. Jaschine liegt rund vier Kilometer nördlich vom Gemeindesitz Groß Lassowitz, ca. zwölf Kilometer südlich der Kreisstadt Kluczbork und etwa 33 Kilometer nordöstlich der Woiwodschaftshauptstadt Opole.
Jaschine liegt an der Podjasionka. Durch den Ort verläuft die Landesstraße Droga krajowa 45.

### Nachbarorte
Nachbarorte von Jaschine sind im Nordwesten Bażany (Basan), im Norden Kuniów (Kuhnau) und im Osten Klein Lassowitz (poln. Lasowice Małe).

## Geschichte

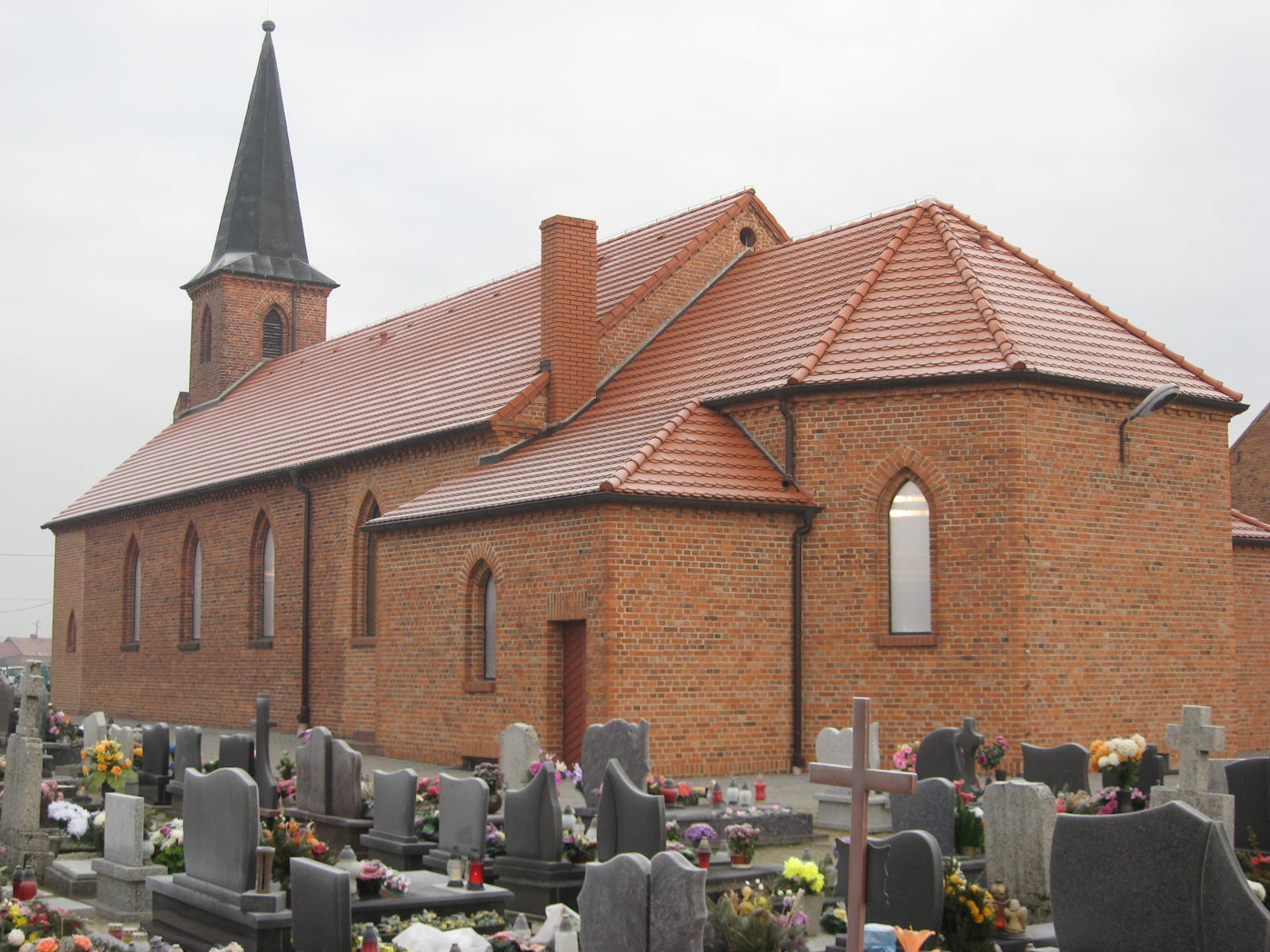
Blick auf die Kirche zur Heiligen Familie

Der Ort entstand spätestens im 13. Jahrhundert und wurde 1295–1305 im Liber fundationis episcopatus Vratislaviensis (Zehntregister des Bistums Breslau) erstmals urkundlich als „Lippe majori“ oder „Lippe Cossine“ erwähnt.
Der Ort wurde 1783 im Buch Beyträge zur Beschreibung von Schlesien als Jaschin erwähnt, gehörte einem Herrn Grafen von Reichenbach, lag im Kreis Rosenberg und hatte vier Vorwerke (namens Jaschin, Lizine, Lorzendorf und Stober), eine Schule, zehn Bauern und 17 Gärtner. 1865 bestand Jaschine aus einer königlichen Domäne mit dem Vorwerk Lorzendorf und einer Landgemeinde. Das Dorf hatte zu diesem Zeitpunkt drei Erbpächter, neun Bauern, einen Wassermüller, vier Halbbauern, 26 Gärtner und 19 Häusler, sowie eine katholische Schule.
Bei der Volksabstimmung in Oberschlesien am 20. März 1921 stimmten im Ort 443 Wahlberechtigte für einen Verbleib Oberschlesiens bei Deutschland und 158 für eine Zugehörigkeit zu Polen. Auf Gut Jaschine stimmten 88 für Deutschland und einer für Polen. Jaschine verblieb nach der Teilung Oberschlesiens beim Deutschen Reich. 1925 hatte der Einwohner 980 Einwohner. 1933 lebten wiederum 1049 Menschen im Ort. Am 27. April 1936 wurde der Ort im Zuge einer Welle von Ortsumbenennungen der NS-Zeit in Eschenwalde O.S. umbenannt. Am 1. April 1939 wurde Eschenwalde in die Landgemeinde Schloßwalden eingemeindet. Bis 1945 befand sich der Ort im Landkreis Rosenberg O.S.
Als Folge des Zweiten Weltkrieges kam der Ort 1945 an Polen, wurde der Woiwodschaft Schlesien angeschlossen und in Jasienie umbenannt. 1950 kam der Ort zur Woiwodschaft Opole. 1999 kam der Ort zur, umstrukturierten, Woiwodschaft Opole und zum wiedergegründeten Powiat Kluczborski. Am 16. August 2010 erhielt der Ort zusätzlich den amtlichen deutschen Ortsnamen Jaschine.

## Sehenswürdigkeiten
- Gotische Kirche zur Heiligen Familie mit roter Ziegelsteinfassade